# Guatanen
Guttannen je opština u distriktu Oberhasli u kantonu Bern, Švajcarska. Po švajcarskim standardima, njeno područje je ogromno; veća je od čitavog kantona Appenzell Innerrhoden. Takođe je evanđeljski-reformisana crkvena opština.
Guttannen je ime livade, koje je postalo naziv opštine. Dolazi iz izraza ze den guoten tannen (iz lijepih jela). 

## Geografija
Guttannen leži u Bernese Oberlandu u blizini klanca Grimsel. To je najviše naselje u Haslitalu. Obližnje opštine od sjevera u smjeru kazaljke na satu su Innertkirchen, Gadmen, Oberwald, Obergesteln, Ulrichen, Münster, Fieschertal i Grindelwald.
Aare izvire iz glečera u Guttannenu. U opštini se nalaze četiri jezera: jezero Oberaar, jezero Grimsel, jezero Räterichsboden i jezero Gelmer. U zapadnom dijelu opštine su planine Schreckhorn, Lauteraarhorn i Finsteraarhorn. Guttannen takođe obuhvata Finsteraar glečer, Lauteraar glečer, Unteraar glečer, Grueben glečer, i Bächli glečer.